# Сан-Педру-де-Мерелін
Сан-Педру-де-Мерелін (порт. São Pedro de Merelim; МФА: [ˈsɐ̃w ˈpe.dɾu dɨ mɨ.ɾɨ.ˈɫĩ]) — парафія в Португалії, у муніципалітеті Брага. Розташована в північно-західній частині країни, на теренах історичної португальської провінції Дору-Міню. Входить до складу округу Брага. За адміністративним поділом, чинним до 1976 року, терени парафії були складовою провінції Міню. Належить до Бразької архідіоцезії Католицької церкви. Патрон — святий Петро. Площа — 1,8503 км². Населення — 1920 ос. (2011). Сильно урбанізований регіон. Густота населення — 1037,67 осіб/км²
. Код — 030347.

## Назва
- Мерелін (Сан-Педру) (порт. Merelim (São Pedro)) — офіційна назва[5].

## Населення
| Кількість мешканців | Кількість мешканців | Кількість мешканців | Кількість мешканців | Кількість мешканців | Кількість мешканців | Кількість мешканців | Кількість мешканців | Кількість мешканців | Кількість мешканців | Кількість мешканців | Кількість мешканців | Кількість мешканців | Кількість мешканців | Кількість мешканців |
| ------------------- | ------------------- | ------------------- | ------------------- | ------------------- | ------------------- | ------------------- | ------------------- | ------------------- | ------------------- | ------------------- | ------------------- | ------------------- | ------------------- | ------------------- |
| 1864                | 1878                | 1890                | 1900                | 1911                | 1920                | 1930                | 1940                | 1950                | 1960                | 1970                | 1981                | 1991                | 2001                | 2011                |
| 891                 | 1 010               | 1 003               | 1 017               | 1 090               | 1 034               | 1 107               | 1 285               | 1 237               | 1 346               | 1 454               | 1 738               | 1 725               | 1 710               | 1 920               |